# Grumman Ag-Cat
De Grumman G-164 Ag-Cat is een landbouwvliegtuig, in de jaren 1950 speciaal ontworpen voor het besproeien vanuit de lucht van landbouwteelten met vloeibare of poedervormige pesticiden of meststoffen. Het is een compacte eenpersoons tweedekker.
De constructie van het vliegtuig was zo opgezet dat de onderdelen ervan snel konden schoongemaakt worden om de inwerking van de chemicaliën te voorkomen. De romp was opgebouwd uit een frame van stalen buizen, bekleed met grote aluminium panelen die gemakkelijk "in het veld" konden afgenomen worden. Rond de cockpit was een versterkte structuur aangebracht voor de veiligheid van de piloot. 
De chemicaliëntank uit glasvezelversterkte kunststof had een inhoud van 40 kubieke voet (ongeveer 1,1 m³). Het sproeisysteem werd aangedreven door een centrifugaalpomp vooraan onder de romp, op haar beurt aangedreven door de slipstream van het vliegtuig.

## Geschiedenis
In 1955 besloot Grumman een vliegtuig te ontwikkelen voor de landbouwsector om bestrijdingsmiddelen te sproeien. Grumman was sterk afhankelijk van defensieopdrachten en wilde een andere groep klanten gaan bedienen om de onderneming minder afhankelijk te maken van de overheid. Het oorspronkelijke voorstel voor het vliegtuig werd gedaan onder de projectnaam "Farmair 1000".
Het eerste toestel maakte de eerste vlucht op 27 mei 1957. Eind augustus 1958 waren in totaal 46 testvluchten voltooid en was het toestel gereed voor productie. De naam werd "Ag Cat", Ag voor "agriculture" en het achtervoegsel "Cat" omdat Grumman tijdens de oorlog veel successen had geboekt met de zogenaamde "Cats" serie, zoals de F4F Wildcat en de F6F Hellcat.
Grote militaire orders verhinderden de productie van de Ag Cat in de eigen fabrieken van Grumman. Men besloot het volledige programma uit te besteden aan de Schweizer Aircraft Company. Van het eerste model werden 400 exemplaren gebouwd. Klanten hadden de keuze uit diverse stermotoren: een Continental Motors stermotor van 164-164 kW, een Gulf Coast W-670-240 van 179 kW, een Jacobs L-4M of L-4MB van 183 kW of een Jacobs R-755 van 205-224 kW. De originele Ag-Cats hadden een open cockpit, latere versies konden ook met een gesloten cockpit geleverd worden. Om het risico van giftige dampen in de cockpit te vermijden moest daarbij bijzondere aandacht worden geschonken aan de afdichting en ventilatie van de cockpit.
Het volgende model was de Super Ag-Cat, die geleverd werd met een Pratt & Whitney R-985 stermotor van 450 pk (335 kW) of een Pratt & Whitney R-1340 van 600 pk (450 kW). Na de A-versie verscheen in 1975 de verbeterde B-versie, met onder meer een grotere spanwijdte en een langere romp, wat de vliegprestaties ten goede kwam. Een Continental R-975-motor van 525 pk was vanaf 1977 een optie. De C-versie, met de 600 pk-motor, had een nog langere romp, om een groter reservoir van 500 US gallon (ongeveer 1900 liter) te herbergen.
De Turbo Ag-Cat (Ag-Cat D), geïntroduceerd in 1978, was uitgerust met een Pratt & Whitney PT6A turbopropmotor in plaats van een stermotor.
Schweizer bouwde in totaal meer dan 2400 Ag-Cats onder contract. In 1981 kocht Schweizer de rechten voor de ontwikkeling en de bouw van het toestel en veranderde de naam in Schweizer Ag-Cat.

## Gegevens
Enkele belangrijke gegevens van de twee belangrijke versies:
|                 | Ag-Cat B       | Ag-Cat C        |
| --------------- | -------------- | --------------- |
| motor           | R-985 (450 pk) | R-1340 (600 pk) |
| totaalgewicht   | 2755 kg        | 3855 kg         |
| spanwijdte      | 12,9 m         | 12,9 m          |
| chemicaliëntank | 1100 liter     | 1900 liter      |
| kruissnelheid   | 169 km/h       | 169 km/h        |